# Zacladus geranii
Zacladus geranii är en skalbaggsart som först beskrevs av Gustaf von Paykull 1800.  Zacladus geranii ingår i släktet Zacladus, och familjen vivlar. Arten är reproducerande i Sverige.

## Bildgalleri

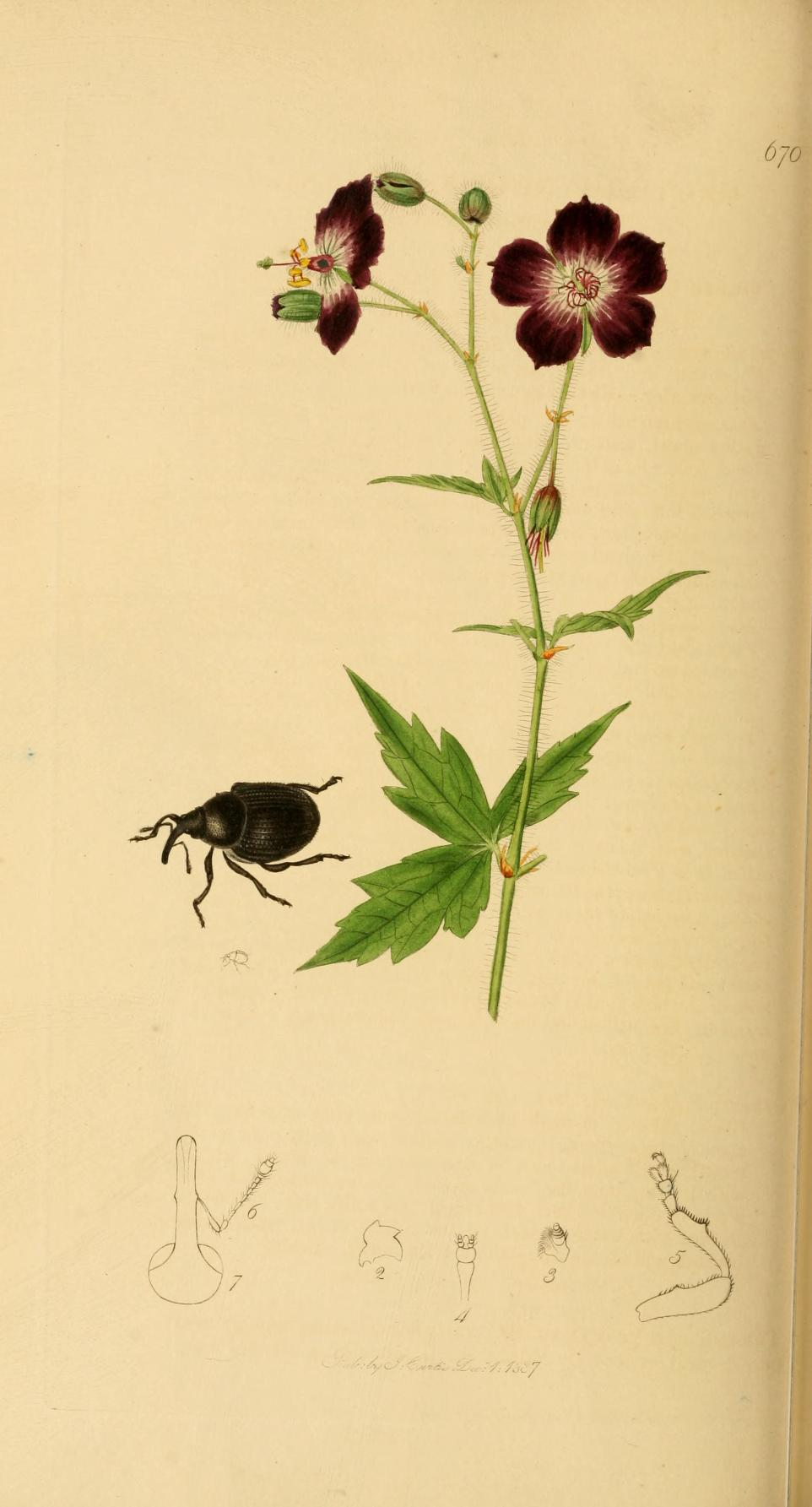
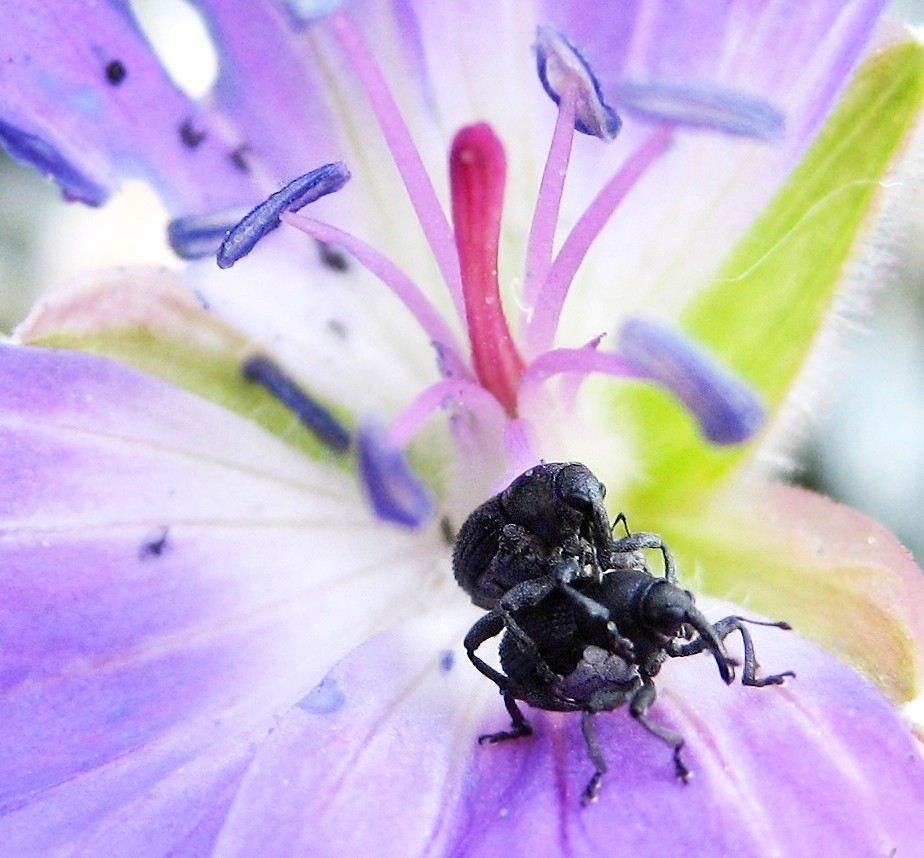